# Buriticá 200
Buriticá 200 (ou "Cidade Perdida") é uma jazida arqueológica colombiana situada na Serra Nevada de Santa Marta, no vale médio do rio Buriticá, entre 500 e 2 mil metros de altitude.

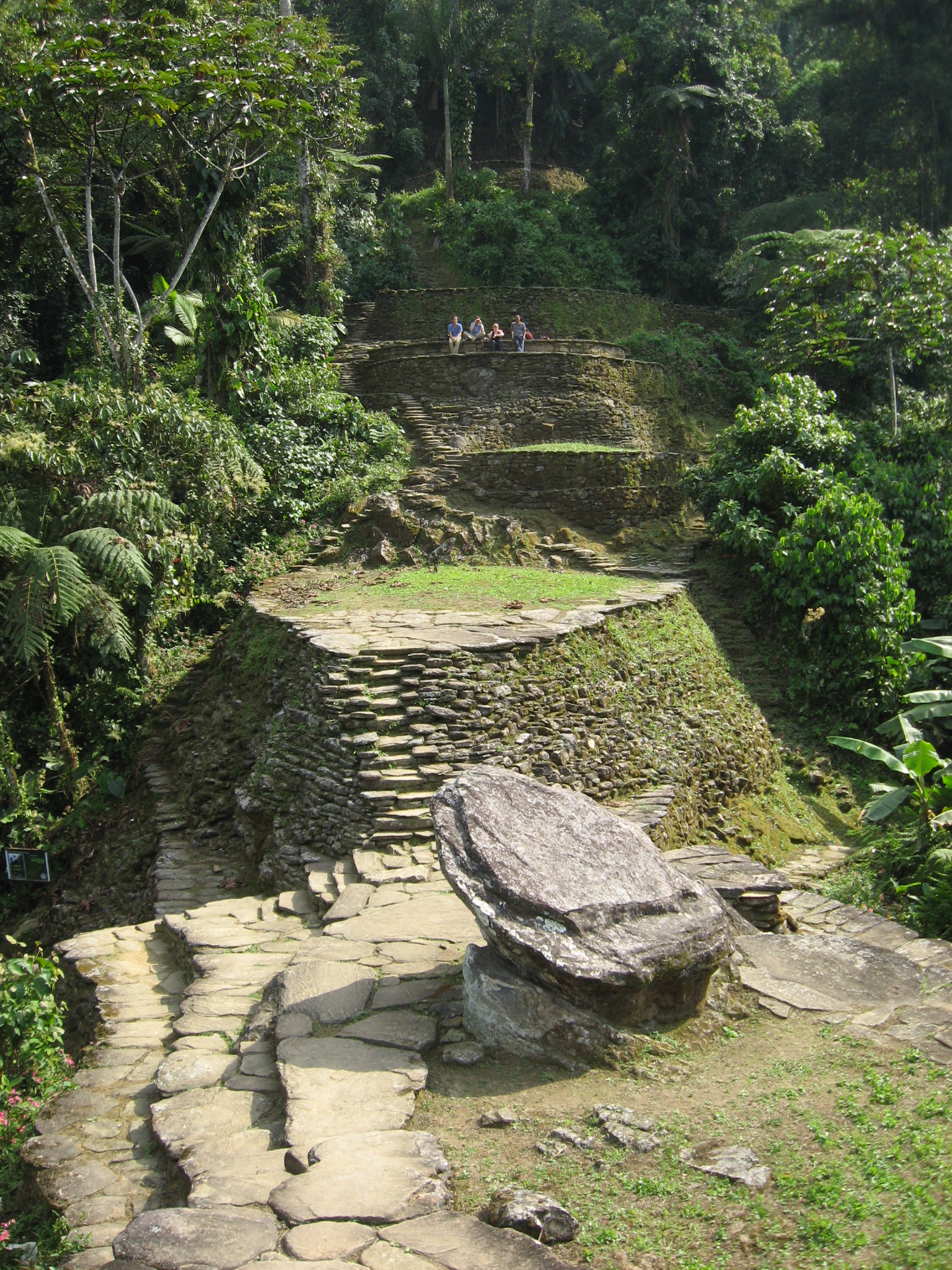
Vista da Área Central da Cidade

Em Buriticá foram encontradas cerca de 32 ruínas arqueológicas localizadas em diferentes níveis de altitude e com una intrincada infraestrutura lítica devido ao escarpado do terreno. As construções possuem formas alongadas, que se ajustam ao contorno do cume, em terraços organizados ao longo de um caminho principal, do qual se desprendem outros caminhos que conduzem aos terraços.
Os taironas – um dos quatro agrupamentos indígenas do território colombiano, além dos chibchas, os quimbaias e os da região de San Agustín - viram a necessidade de modificar o terreno para conseguir uma maior superfície plana e levantar suas casas. Construíram, portanto, terraços sustentados por muros de contenção, em alguns casos com mais de 9 metros de altura, que evitavam a erosão. Este território foi habitado entre os séculos X e XVI.